# Farinei dla Brigna

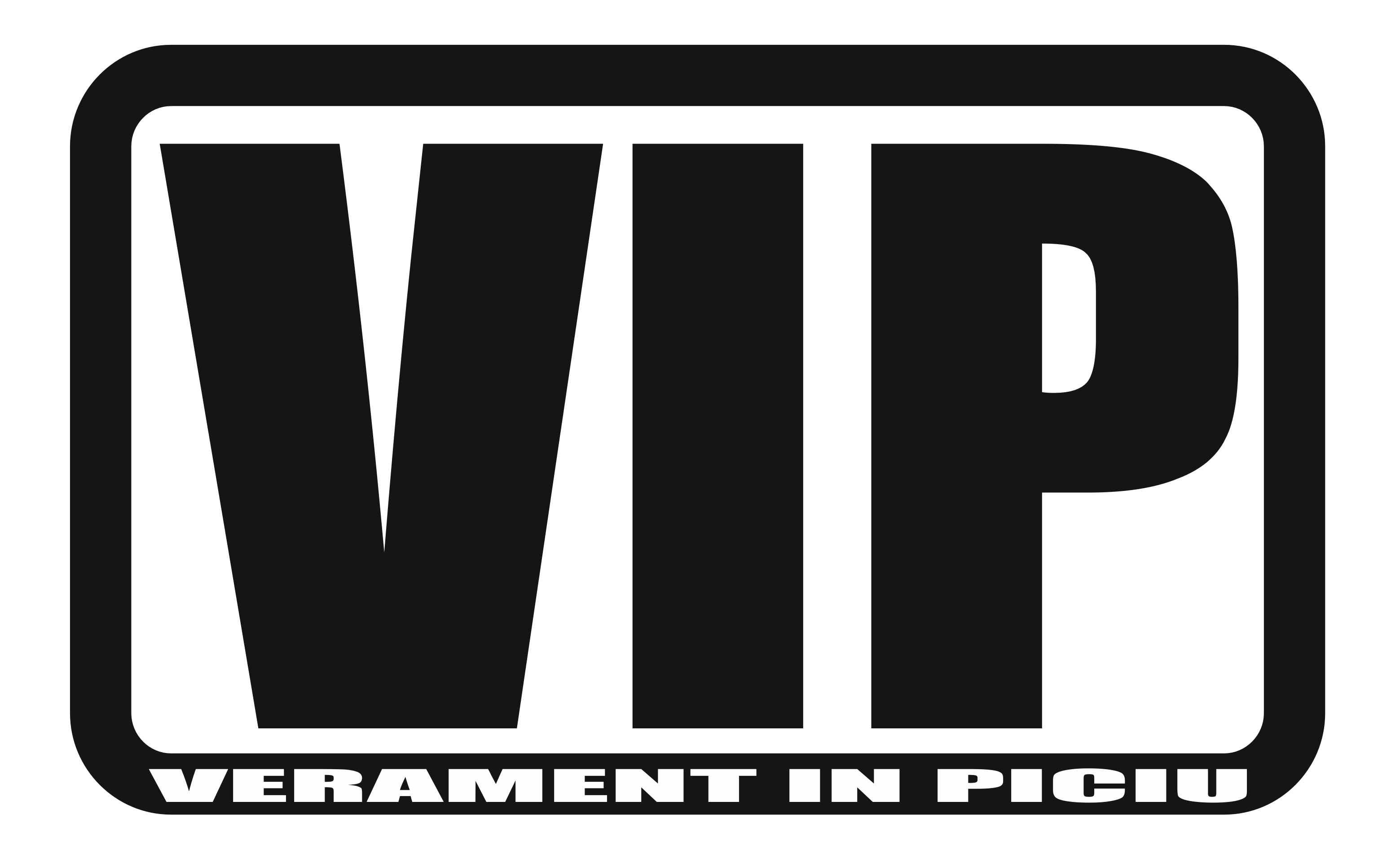
V.I.P. è l'abbreviazione di Veramènt in Piciu che da il nome al Tour di ritorno dei Farinei.

I Farinei d'la Brigna sono un gruppo di rock demenziale italiano.

## Storia
Il gruppo, il cui nome in italiano significa "I furbetti della prugna" (eufemismo per "fica"), nasce nel 1986 ad Asti, quando cinque amici che formavano già un gruppo che suonava cover nelle feste, incide per scherzo nello studio dell'amico Andrea Passarino la cover del brano di Ivano Fossati La mia banda suona il rock, trasformandola in La mè Panda a perd ij tòch (La mia Panda perde i pezzi). Nei due anni successivi vengono scritti altri brani, sia cover che originali, fino a che Fabrizio Rizzolo nel 1989 decide di registrare nel proprio studio il primo lavoro, con l'idea di fare canzoni divertenti in dialetto piemontese (astigiano), distaccandosi però dai canoni tradizionali e rivolgendosi invece ai gusti musicali delle nuove generazioni. Assieme al famoso Gimme five di Jovanotti, i giovani piemontesi possono cantare il primo rap scritto in piemontese dal titolo Cant anche mi ("Canto anch'io")
Il disco, intitolato semplicemente Farinei d'la Brigna, viene pubblicato dalla Canterò, casa discografica astigiana  specializzata per lo più in musica folk e liscio, che con i dischi del gruppo prova a lanciare un genere diverso. L'idea iniziale era quella di essere un gruppo "fantasma", sulla falsariga dei contemporanei Squallor, ovvero di incidere solamente senza mai apparire in pubblico. In seguito però Linus, Bob e Luca iniziano a fare dei concerti, mentre Fabrizio per il momento rimane in disparte a causa della carriera di cantante di musica dance che lo porta in tutta Italia ed in Europa con lo pseudonimo di Brian Ice. A causa dell'esiguità del loro repertorio i tre sono costretti a improvvisare gag e personaggi, che completano lo spettacolo e diventeranno in seguito una caratteristica del gruppo.
Nel 1990 esce il loro secondo lavoro, intitolato semplicemente Farinei d'la Brigna II, e il brano Il safari cun la Jeep li fa arrivare secondi alla manifestazione "Canta Piemonte" dello stesso anno. Nella cassetta viene inclusa la registrazione originale del 1986 de La mè Panda a perd ij tòch, che diviene ben presto popolarissima, accrescendo così la loro notorietà. Durante la lavorazione dell'album entra anche l'amico Giosef, che da allora collaborerà in studio come chitarrista e coautore dei brani. Nell'ottobre di quell'anno Linus (il bassista) subisce un incidente motociclistico, e viene costretto a passare molto tempo degente in ospedale e in convalescenza, così Fabrizio lo sostituisce nelle serate già fissate. Al rientro dell'amico decide di divenire parte del gruppo a tutti gli effetti. In questo periodo con le canzoni in italiano Son due ore che ti aspetto e Machu Picchu partecipano alla trasmissione su RAI2 “Sanremo Follies”, RAI3 “C'era una volta fluff”, finendo più volte su “Blob”.
Nel 1992 esce il terzo lavoro Farinei d'la Brigna III, ma subito dopo Bob Sabatini lascia il gruppo. Dopo un breve periodo di perplessità da parte dei componenti rimasti, verrà sostituito da Giosef. Nel 1993 partecipano su RAI1 a Sanremo Giovani, presentato da Pippo Baudo, con il motivo rap Pumpa la Musica, che, di fatto, diventa il primo brano in lingua piemontese a passare in prima serata su una emittente nazionale. Durante la manifestazione si scontrano con nuovi nomi del calibro di Danilo Amerio, Andrea Bocelli, Giorgia e Joe di Tonno (in seguito Giò Di Tonno), classificandosi al sesto posto fra i "Cantautori / Gruppi" della loro serata e non entrando nel novero degli artisti ammessi alla massima manifestazione canora. Successivamente partecipano a “C'era due volte” su RAI2, “Non Sanremo famosi” su Telemontecarlo. Pippo Baudo li richiama ancora a “Uno su mille” su RAI3 a ripresentare il pezzo.
Nel 1994 esce il CD Sort a Fora, musicalmente molto più vario e curato dei precedenti, che include anche dei brani dai contenuti seri. Agli inizi dell'anno successivo, Giosef lascia il gruppo ed i tre componenti rimasti partecipano alla trasmissione presentata da Mike Bongiorno Festival Italiano su Canale 5 con il brano Porti sfiga, in italiano. Vengono ospitati di nuovo su Telemontecarlo a “Tappeto Volante” e a “Regalo di Natale” su RAI2. Il brano ha un discreto successo e viene scelto anche come sigla per alcune trasmissioni radiofoniche tra cui “L'ambaradan” su Rete 105. il gruppo comincia così una nuova serie di concerti e collabora anche con il cantante Franco Fasano, di cui diventa la band, accompagnandolo nel suo tour nazionale. Durante la tournée del 1995 (24 settembre) viene registrato un CD live Vivi dal vivo, e nello stesso anno esce un video celebrativo.
Nel 1996 Fabrizio Rizzolo e Lucas Frassetto lasciano anche loro il gruppo, consegnando a Linus il gravoso incarico di continuare musica e concerti. Nel 1997 entrano Maurizio Dondi alla Batteria e Daniele Montanaro alla chitarra. Degna di nota è la partecipazione del gruppo al Salone della Musica di Torino. Nel 1998 rientra Bob Sabatini come voce solista. Nel 2000 esce un nuovo lavoro su CD: Sempri Farinei. Nel 2001 entra Gipo Viarengo come tastierista. Nel 2002 rientra Giosef come secondo chitarrista, in autunno il gruppo è a Cologno Monzese (MI), ospite di RETE A ALLMUSIC dove registra 14 brani per la nuova trasmissione “MUSIC ZOO”. Nel febbraio 2003 ritorna a RETE A e registra altri 12 brani. Il gruppo riceve una pergamena come artisti più votati durante la manifestazione “Miss Padania” e si esibisce al Palalido di Milano. Nello stesso anno partecipano a Telethon al Teatro Alfieri di Asti, al Festival della Canzone Dialettale a Ospedaletti (IM) e alla Festa del Carnevale in p.za S. Carlo a Torino.
Nel 2004 sono ancora ospiti a Ospedaletti (IM) per il Festival della Canzone Dialettale. Partecipano inoltre alla trasmissione di RAI3 “Follia Rotolante in Tour”  a Lido degli Estensi (FE). Nel 2005 Organizzano assieme alla Croce Rossa di Moncalvo un concerto per raccogliere fondi, e con il ricavato e altre donazioni viene acquistato un mezzo polivalente. Nel 2006 Linus lascia il gruppo per un anno sabbatico. Nel 2007 escono Daniele Montanaro e Gipo Viarengo, mentre Linus rientra assieme Lucas Frassetto. Il 2007 segna anche il completamento della band con il ritorno del batterista Davide Calabrese. Nel 2009, in occasione dei vent'anni di attività, escono gli album Vint e Vint Special, presentati in occasione di un concerto in Piazza Cattedrale ad Asti con la collaborazione, tra gli altri, di Danilo Amerio, che canta insieme al gruppo la canzone Vint ani fa. Nel 2011 è uscita la raccolta Farinei d'la Brigna Collection, contenente i CD degli album Farinei d'la Brigna I, II, III e Sort a fora, con alcune tracce aggiuntive. I Farinei dla Brigna sono dei grandi tifosi del Torino, hanno composto la canzone Forza Toro Alè.
Nell'autunno del 2017, iniziano i lavori per il successore di "Vint"
A gennaio 2019, con un comunicato ufficiale nella loro pagina Facebook, annunciano il loro ritiro dalle scene dopo trent'anni di attività live e in studio e organizzano un tour chiamato semplicemente " 1989-2019 Ultimo Tour ", uno spettacolo di quasi due ore e mezza, dove, oltre ai vari classici che li hanno resi famosi, vengono aggiunte in scaletta brani mai più suonati negli ultimi dieci anni e perfino brani mai eseguiti in concerto. Nell'ultimo tour vengono anche presentati brani del nuovo album Il Re dei Bete', uscito il 13 luglio 2019.
Il 14 dicembre 2019 suonano insieme per l'ultima volta al teatro Vittorio Alfieri di Asti.
Il 22 gennaio 2023 in un'intervista su "la voce di Asti" annunciano il loro ritorno.
Il Tour del ritorno si chiama V.I.P. che è l'abbreviazione di " Veramènt in Piciu " e riscuote un grande successo di pubblico. La scaletta del nuovo tour comprende classici come La mè Panda a perd ij tòch, Basme 'l cul Giuana, Celestin, Tuti Ciulu e rivisitazioni di brani poco eseguiti in concerto, come Vag a ciulè e Tragic Moment (quest'ultima la si trova nella versione Special dell'album Vint del 2009). Anche una nuova versione della popolare " La Monferrina" rivisitata in chiave Rock (ad oggi rimasta inedita), va ad arricchire il vasto repertorio dei loro concerti.

## Il genere "rock-folk demenziale"
Il gruppo astigiano, insieme ai Trelilu, ha dato notorietà a un genere, il "rock-folk demenziale", che ha dato un innegabile contributo alla conoscenza del piemontese tra i giovani.
La ricchezza espressiva di questa lingua si presta bene a giochi di parole e "storpiature" di termini o di intere canzoni, come nel caso di La mè Panda a perd ij tòch. Nel 1993 i Farinei d'la Brigna sono stati i primi a portare alla ribalta nazionale un brano cantato in piemontese: in passato solo Gipo Farassino riuscì ad ottenere una certa notorietà a livello nazionale, ma per farlo dovette abbandonare la "lingua madre".

## Formazione
1986-1994
- Ercole (Linus) Binello
- Roberto (Bob) Sabatini
- Lucas Frassetto
- Fabrizio Rizzolo
- Susi Amerio ai cori
- Giosef P. Baronio (sostituisce Sabatini dal 1993)

1994-1995
- Fabrizio Spinoso alle tastiere,
- Giorgio Gardino alla batteria,
- Linus Binello, voce e basso,
- Fabrizio Rizzolo, voce,
- Lucas Frassetto, voce e tastiere,
- Giosef P. Baronio, voce e chitarra,
- Roberto Cazzato, chitarra,
- Davide Calabrese, batteria (sostituisce nello stesso anno Gardino)
- Paolo Borio, basso
- Susi Amerio, cori.
- Fabrizio Berta (sostituisce Spinoso)
- Michele Lazzarini sax

1997-2000
- Linus Binello, voce e basso,
- Daniele Valenzano voce solista
- Susi Amerio seconda voce e cori
- Fabrizio Berta alle tastiere,
- Maurizio Dondi batteria
- Daniele Montanaro chitarra
- Jonathan Ruckman (sostituisce Berta alle tastiere nel 1999)

2000-2006
- Bob Sabatini voce
- Linus Binello, basso
- Gipo Viarengo (sostituisce nel 2001 Jonathan Ruckman)
- Maurizio Dondi batteria
- Daniele Montanaro chitarra
- Giosef P. Baronio chitarra (dal 2002)

2007-2009
- Linus Binello, basso e voce
- Giosef P. Baronio, chitarra e voce
- Maurizio Dondi, chitarra
- Lucas Frassetto, tastiere
- Davide Calabrese, batteria

2010
- Linus Binello, basso e voce
- Lucas Frassetto, tastiere
- Davide Calabrese batteria, basso, chitarra e voce
- Giosef P. Baronio chitarra e voce
- Alberto "Gip" Fratini, Batteria

2012-2017
- Linus Binello, basso e voce
- Lucas Frassetto, tastiere
- Giosef P. Baronio, chitarra e voce
- Davide Calabrese, basso, chitarra, batteria e voce
- Marco Becuti, batteria, chitarra e tastiere

2018-2019
- Linus Binello, basso e voce
- Giosef P. Baronio, chitarra e voce
- Davide Calabrese, batteria, basso, chitarra e voce
- Marco Becuti, tastiere,basso e batteria
- Gabriele Calabrese, batteria
- Paolo Penna, chitarra

2023-
- Linus Binello, basso e voce
- Giosef P. Baronio, chitarra e voce
- Davide Calabrese,  basso, chitarra e voce
- Marco Becuti, tastiere e basso
- Gabriele Calabrese, batteria

## Discografia

### Album
- 1989: Farinei d'la Brigna (Canterò, PMP MC 13030; audiocassetta)
- 1990: Farinei d'la Brigna II (Canterò, PMP MC 13040; audiocassetta)
- 1992: Farinei d'la Brigna III (Canterò, PMP CD 13053)
- 1994: Sort a fora (Canterò, PMP CD 13076)
- 1994: Pumpa la mùsica (Dig-It, DMX 10133; mini album 12" - 45 giri)
- 1994: Porti sfiga (Canterò, PMP CD 13081)
- 1995: Vivi dal vivo – Làiv ! (Canterò, PMP CD 13086)
- 2000: Sempri Farinei (Canterò, PMP CD 13112)
- 2001: Farinei d'la Brigna I-II (Canterò, PMP CD 13115; ristampa in cd dei primi due album in audiocassetta)
- 2009: Vint (Ed. musicali Farinei dla Brigna, FDB 0901)
- 2009: Vint Special (Ed. musicali Farinei dla Brigna, FDB 0902)
- 2010:Forza Toro Alé (ed. Musicale farinei dla brigna) FDB/003
- 2011: Farinei d'la Brigna Collection (Ed. musicali Farinei dla Brigna, FDB/004)
- 2019 : Il Re dei Betè